# Ossiacher See Radweg
Der Ossiacher See Radweg R2 verläuft rund um den Ossiacher See in Kärnten, Österreich.

## Streckenverlauf
Der Ossiacher See Radweg zweigt in Villach vom Drauradweg ab und führt den Seebach entlang zum Ossiacher See. Fährt man dort links, führt der Radweg das Nordufer entlang über Annenheim, Bodensdorf nach Steindorf. Von hier verläuft eine Variante rund 8 Kilometer weiter nach Feldkirchen. Der Rundweg führt über das Südufer und Ossiach zum Ausgangspunkt zurück. Teilweise wird die Runde auch in der Gegenrichtung beschrieben.

### Gemeinden, Orte
Der Radweg verläuft durch die Gemeinden Villach, Treffen am Ossiacher See, Steindorf am Ossiacher See und Ossiach.

### Sehenswürdigkeiten
Sehenswürdigkeiten auf der Strecke sind:
- Burg Landskron
- Kanzelbahn in Annenheim
- Steinhaus in Steindorf
- Stift Ossiach
- Sommerrodelbahn Ossiach

Am Ossiacher See liegen auch die Naturschutzgebiete Jammernspitz, eine Halbinsel am Nordufer, Tiebelmündung am Ostufer und Meerspitz, eine Halbinsel am Südufer.

## Anbindung an den Öffentlichen Verkehr
Der Bahnhof Villach wird regelmäßig von Zügen angefahren, die Fahrräder mitnehmen. Vom Bahnhof sind es rund drei Kilometer bis zum Radweg.